# Artrodermatàcies
Les artrodermatàcies (Arthrodermataceae) és una família de fongs ascomicots de l'ordre dels onigenals (Onygenales).

## Taxonomia
La família de les artrodermatàcies inclou unes 290 espècies en nou gèneres de dermatòfits:
- Arthroderma (45)
- Ctenomyces (11)
- Epidermophyton (25)
- Guarromyces (1)
- Lophophyton (1)
- Microsporum (56)
- Nannizzia (15)
- Paraphyton (4)
- Trichophyton (143)